# Lista över Angolas premiärministrar
Detta är en lista över Angolas regeringschefer. År 2010 avskaffades posten som premiärminister.
| Namn                                   | Ämbetsperiod                       |
| -------------------------------------- | ---------------------------------- |
| Lopo do Nascimento                     | 11 november 1975 – 9 december 1978 |
| Fernando José de Franca Dias van Dúnem | 19 juli 1991 – 2 december 1992     |
| Marcolino Moco                         | 2 december 1992 – 3 juni 1996      |
| Fernando José de Franca Dias van Dúnem | 3 juni 1996 – 29 januari 1999      |
| Fernando da Piedade Dias dos Santos    | 6 december 2002 – 2008             |
| Paulo Kassoma                          | 2008 – 2010                        |